# Tridactyle tridentata
Tridactyle tridentata är en orkidéart som först beskrevs av William Henry Harvey, och fick sitt nu gällande namn av Rudolf Schlechter. Tridactyle tridentata ingår i släktet Tridactyle och familjen orkidéer. Inga underarter finns listade i Catalogue of Life.